# Do It Well
„Do It Well” este un cântec al interpretei americane Jennifer Lopez. El a fost compus de Ryan Tedder și inclus pe cel de-al șaselea album de studio al interpretei, Brave. Piesa a fost lansată ca primul extras pe single al materialului, fiind distribuită în format digital începând cu data de 10 septembrie 2007 în majoritatea teritoriilor. Incluzând o mostră din șlagărul „Keep on Truckin'” al lui Eddie Kendricks, compoziția include influențe de dance și muzică rhythm and blues.
Cântecul a beneficiat de o campanie de promovare, ce s-a materializat prin filmarea unui videoclip și prezentarea sa într-o serie de apariții televizate. Scurtmetrajul, regizat de David LaChapelle și filmat între 16 și 17 august 2007, având premiera pe data de 5 septembrie prin intermediul Yahoo! Music. Filmat într-un club de noapte S&M, materialul a fost asemănat cu videoclipul Christinei Aguilera pentru piesa „Dirrty” (2002), regizat de același LaChapelle. „Do It Well” a fost interpretat de Lopez într-o serie de emisiuni televizate și evenimente notabile, cele mai memorabile prezentări ale compoziției fiind realizate în cadrul Fashion Rocks sau emisiuni precum Dancing With the Stars, Good Morning America sau The Late Show with David Letterman.
Percepția asupra compoziției a fost diferită, critica de specialitate comparând înregistrarea cu șlagărele semnate Fergie, Kat DeLuna sau Rihanna, apreciind în același timp sound-ul abordat, considerându-l totodată una dintre cele mai importante compoziții ale albumului Brave. Cu toate acestea, unii recenzorilor au blamat includerea mostrei din „Keep on Truckin'”, acest aspect fiind blamat pentru faptul că înregistrarea sună „învechit”. La nivel comercial, „Do It Well” a activat notabil în majoritatea clasamentelor americane, asiatice, australiene sau europene, bucurându-se de succes major în regiuni precum Brazilia, Bulgaria, Italia, Japonia sau Taiwan, teritorii unde a obținut poziții de top 10.

## Informații generale

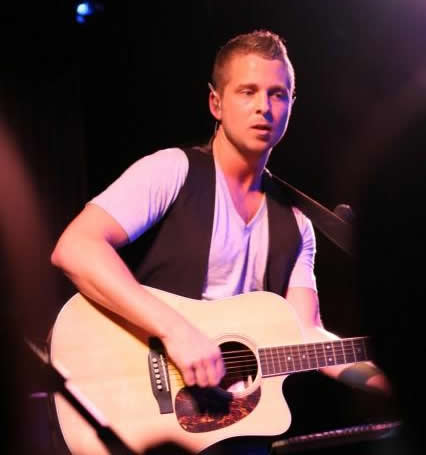
Ryan Tedder a compus „Do It Well”, una dintre cele mai notabile compoziţii ale albumului Brave.

Cântecul a fost compus de Ryan Tedder și scris de acesta în colaborare cu Leonard Caston, Anita Poree și Frank Wilson, fiindu-i oferit ulterior lui Lopez. Acesta a fost imprimat de artistă și inclus pe cel de-al șaselea album de studio din cariera sa, Brave. Compoziția a fost anunțată ca primul extras pe single al materialului, fiind trimisă posturilor de radio în luna august a anului 2007, pentru ca mai apoi să fie comercializată în format digital începând cu 10 septembrie 2007. Discul single ce conține înregistrarea conține pe fața B alte două cântece incluse pe albumul precedent al solistei — Como ama una Mujer — mai cu seamă, „Me Haces Falta” și compoziția omonimă titlului materialului de proveniență. Prin „Do It Well”, și implicit prin albumul Brave, Lopez a încercat să revină în atenția publicului prin intermediul unui material „mai «tradițional»” și direcționat către audiența generală, spre deosebire de Como ama una Mujer. Piesa a fost înregistrată în studiourile The Record Plant (din Los Angeles, California, Statele Unite ale Americii) și Oven Studios (din Glen Cove, New York, Statele Unite ale Americii). Cântecul a folosit și în scurtmetrajul promoțional difuzat înaintea premierei filmului The House Bunny. Mai mult, compoziția a fost folosită și în jocul Wii Samba de Amigo.
„Do It Well” este un cântec pop, cu influențe de muzică rhythm and blues și dance, scris într-o tonalitate minoră. Compoziția include o serie de armonii vocale, în timp ce linia melodică nu conține secțiuni instrumentale lungi. Suportul vocal este susținut în totalitate de Lopez, ea susținând atât vocea principală, cât și acompaniamentul, interpretarea sa fiind una dinamică, vocea fiindu-i dublată prin tehnica supraînregistrării. Cântecul include și o mostră din șlagărul funk al lui Eddie Kendricks „Keep on Truckin'”.

## Recenzii
Chuck Taylor, editor al revistei Billboard a catalogat înregistrarea drept „satisfăcătoare”, asemănând-o cu piese semnate Kat DeLuna sau Rihanna, care s-au bucurat în aceeași perioadă de succes în clasamentele americane. Acesta a continuat să adauge că „J. Lo poate că urmează acum pașii noii generații de staruri pop, dar nu este nicio rușine în asta. De la «Waiting for Tonight» ea nu a mai servit un cântec cu așa mult potențial de a fi difuzat pe termen lung, fără să mai menționăm iminentele remix-uri”. Mai mult acesta a încheiat recenzia cântecului printr-o concluzie: „să sperăm că întoarcerea sa de succes fără rapperi [invitați] va semnala faptul că e timpul pentru o schimbare”. Alex Fletcher de la Digital Spy a oferit cântecului patru puncte dintr-un total de cinci, descriindu-l drept „nerușinat, apetisant (deși cu siguranță neelegant) și este aici pentru a-l înlocui pe «Crazy in Love» al lui Beyoncé ca plăcerea vinovată a tuturor pe ringul de dans”. Stephen Thomas Erlewine de la Allmusic a inclus „Do It Well” pe lista celor mai bune cântece de pe albumul Brave, alături de „Stay Together” și „I Need Love”. Michael Slezak de la Entertainment Weekly a fost de părere că „Do It Well” „surprinde vocea seacă și slabă a lui Lopez, cântând versuri care ar fi putut fi credibile la începutul anilor '90 [...] dar astăzi par absurde”. UK Mix a oferit discului single două recenzii separate. În prima, compoziția a fost răsplătită cu nota maximă, comparând „Do It Well” cu înregistrările promovate de Fergie și Rihanna, declarându-l totodată și cel mai bun single al solistei de la „Waiting for Tonight”. Combinația de muzică dance cu cea R&B a fost apreciată și în cea de-a doua cronică, de această dată primul extras pe single de pe Brave fiind comparat cu „Get Right”, însă a fost considerat superior predecesorului său.
Folosirea mostrei din „Keep on Truckin’” a fost considerată o alegere neinspirată din partea artistei de către Mike Joseph de la PopMatters, acesta susținând că „într-o perioadă în care producători precum 9th Wonder, Kanye West și Just Blaze realizează o serie de lucruri noi și inventive cu mostrele, este destul de trist să o vezi pe Lopez cum încă se bazează pe beat-uri șterse pentru majoritatea pieselor de pe noul ei album”. Aceeași includere a mostrei din „Keep on Truckin’” a fost criticată și de Yahoo! Music, care este de părere că „«Do It Well» sună învechit și reciclat”, compoziția pe care se bazează fiind „deja extrem de utilizată în hip-hop”. Mai mult, ediția britanică a Yahoo! Music a adăugat că deși „Do It Well”, „Forever” și „Hold It, Don't Drop It” nu sunt „material de primă mână” ele posedă refrene memorabile.

## Promovare
Lopez a interpretat „Do It Well” în timpul evenimentului Fashion Rocks din septembrie 2007, alături de o versiune remixată a șlagărului său „Waiting for Tonight”. Newsday a prezentat și o scurtă cronică asupra spectacolului susținut de solistă, afirmând că „Jennifer Lopez a fost superbă cu o interpretarea de rang înalt a noului său single «Do It Well», care a fost precum un musical de pe Broadway cu paparazzi falși și o trupă de dansatori. Apoi, după o mică problemă în înlăturarea primului său costum, ea a interpretat o versiune remixată a lui «Waiting for Tonight» care părea construită pentru podium cu toate mașinile de vânt și modele rigide”. Cântecul a fost interpretat de Lopez în cadrul unui concert televizat organizat de emisiunea Good Morning America pe data de 9 octombrie, alături de cel de-al doilea extras pe single al albumului de proveniență, „Hold It Don't Drop It”. În timpul emisiunii solista a acordat și un interviu. Trei zile mai târziu, artista a fost prezentă la emisiunea The Late Show with David Letterman, unde a realizat o nouă prezentare a cântecului. „Do It Well” fost interpretat și în cadrul emisiunii de televiziune Dancing With the Stars pe data de 23 octombrie 2007, alături de șlagărul „Let's Get Loud”. Alte interpretări s-au materializat în cadrul unor emisiuni precum The Today Show sau Saturday Night Divas.

## Ordinea pieselor pe disc
| Nr.                                | Titlul                   | Durată |
| ---------------------------------- | ------------------------ | ------ |
| Descărcare digitală                |                          |        |
| 1.                                 | „Do It Well” [A]         | 3:05   |
| Disc single distribuit în Europa   |                          |        |
| 1.                                 | „Do It Well” [A]         | 3:05   |
| 2.                                 | „Me Haces Falta” [B]     | 3:37   |
| Disc single distribuit în Germania |                          |        |
| 1.                                 | „Do It Well” [A]         | 3:05   |
| 2.                                 | „Me Haces Falta” [B]     | 3:37   |
| 3.                                 | „Como Ama una Mujer” [B] | 3:39   |
| 4.                                 | „Me Haces Falta” [C]     | 3:37   |
| Disc de vinil distribuit în Europa |                          |        |
| 1.                                 | „Do It Well” [A]         | 3:05   |
| 2.                                 | „Do It Well” [D]         | 3:11   |
| 3.                                 | „Do It Well” [E]         | 3:33   |
| 4.                                 | „Do It Well” [F]         | 3:07   |

| Nr.                                      | Titlul             | Durată |
| ---------------------------------------- | ------------------ | ------ |
| Disc single distribuit în S.U.A.         |                    |        |
| 1.                                       | „Do It Well” [A]   | 3:05   |
| 2.                                       | „Do It Well” [F]   | 3:33   |
| Disc promoțional distribuit în Danemarca |                    |        |
| 1.                                       | „Do It Well” [G]   | 3:05   |
| 2.                                       | „Do It Well” [H]   | 7:32   |
| 3.                                       | „Do It Well” [III] | 6:47   |
| 4.                                       | „Do It Well” [J]   | 3:43   |
| 5.                                       | „Do It Well” [K]   | 3:41   |
| 6.                                       | „Do It Well” [L]   | 3:02   |
| 7.                                       | „Do It Well” [M]   | 4:12   |
| 8.                                       | „Do It Well” [N]   | 4:10   |
| 9.                                       | „Do It Well” [E]   | 3:13   |
| 10.                                      | „Do It Well” [A]   | 3:10   |

Specificații
| - A ^ Versiunea extrasă pe single. - B ^ Cântec inclus pe fața B, aflat pe albumul Como ama una Mujer. - C ^ Videoclip. - D ^ Versiune „Acapella”. - E ^ Remix în colaborare cu Ludacris. - F ^ Negativ. - G ^ Remix „Moto Blanco Radio Mix”. | - H ^ Remix „Moto Blanco Club Mix”. - III ^ Remix „Moto Blanco Dub Mix”. - J ^ Remix „Ashanti Boyz Remix”. - K ^ Remix „Ashanti Boyz Remix Instrumental”. - L ^ Remix „Poker Face Radio Mix”. - M ^ Remix „Poker Face Club Mix”. - N ^ Remix „Poker Face Club Mix Instrumental”. |

## Videoclip

Considerat a fi o întoarcere la originile Hip-hop ale lui Lopez, videoclipul a fost comparat cu scurtmetrajul „Dirrty” al Christinei Aguilera datorită temelor prezentate.

Materialul promoțional pentru înregistrarea „Do It Well” a fost regizat de David LaChapelle și filmat între 16 și 17 august 2007. Realizat pe Sunset Boulevard din Los Angeles, California, Statele Unite ale Americii, a avut premiera pe data de 5 septembrie 2007 prin intermediul Yahoo! Music. Videoclipul începe cu prezentarea lui Lopez pe o stradă de pe Sunset Boulevard, în timp ce se îndreaptă spre un club de noapte S&M pentru a-și salva fiul captiv în bucătăria localului, unde acesta este forțat să lucreze. Odată intrată în club, interpreta se implică într-o serie de altercații cu o serie de personaje din local, în timpul căutării sale. De-a lungul scurtmetrajului sunt prezentate și un grup de secvențe cu practici specifice clubului S&M, aspect ce i-a adus videoclipului comparații cu materialul promoțional al Christinei Aguilera pentru cântecul „Dirrty”, ambele scurtmetraje fiind regizate de același David LaChapelle. Mai mult, de-a lungul videoclipului Lopez realizează o serie de momente coregrafice în compania unui grup de dansatori. Conform unor surse citate de mass-media, videoclipul a costat Epic Records aproximativ 300.000 de dolari americani.
Percepția asupra videoclipului a diferită, Monica Gaza de la Softpedia declarând că „în primul rând, nu înțeleg întregul concept de «mama ce dă buzna într-un club de noapte S&M pentru a-și salva fiul»”, continuând să adauge că întregul scurtmetraj „arată ca și când cineva — posibil să fi fost LaChapelle, posibil să fie altcineva — a luat o serie de stereotipuri din alte videoclipuri, le-a combinat la un loc cu ceva mai multe clișee sado-masochiste, le-a amestecat cu ceva mai mulți tipi și fete nud [...], le-a împachetat pe toate împreună și i le-a servit lui J-Lo pe o tavă de argint. De asemenea, Gaza a criticat și lipsa de „coerență” și „continuitate” în materialul promoțional. Daily Mail a catalogat videoclipul drept o „întoarcere la originile sale hip-hop” pentru Lopez, vestimentația utilizată pentru scurtmetraj „semnalând o întoarcere la [muzica] pop”, după lansarea și promovarea albumului în limba spaniolă Como ama una Mujer.

## Prezența în clasamente
Cântecul a debut pe locul cincizeci și trei în clasamentul principal din Statele Unite ale Americii, Billboard Hot 100, fiind cea mai bună intrare în ierarhie a acelei ediții. Acest aspect a fost facilitat de lansarea compoziției în format digital, „Do It Well” intrând și în clasamentul Billboard Hot Digital Songs pe treapta cu numărul treizeci și trei în aceeași săptămână. La doar trei săptămâni distanță, cântecul a avansat până pe poziția cu numărul treizeci și unu, respectiv, doisprezece în cele două ierarhii. Mai mult, compoziția a activat similar și în ierarhiile de muzică pop, unde a câștigat locul treizeci și șapte. „Do It Well” s-a bucurat de mai mult succes în clasamentul Billboard Hot Dance Club Play, unde a câștigat prima poziție, însă a devenit cel mai slab clasat single al lui Lopez în ierarhia de muzică R&B, unde a obținut doar locul nouăzeci și nouă. În Canada, compoziția a înregistrat un parcurs similar, ocupând treapta cu numărul douăzeci și trei în clasamentul principal compilat de Billboard și locul doisprezece în ierarhia digitală. În urma acestor performanțe modeste, „Do It Well” a devenit cel mai slab cotat prim single de pe un album de studio în limba engleză aparținându-i lui Lopez până în acel moment, toți predecesorii săi — „If You Had My Love”, „Love Don't Cost a Thing”, „Jenny From the Block” sau „Get Right” — ocupând poziții de top 20 în ambele țări.
În Europa cântecul a ocupat locul al optulea în clasamentul general compilat de APC Charts și treapta cu numărul treisprezece în cel publicat de Billboard. În Regatul Unit, „Do It Well” a debutat pe poziția cu numărul treizeci și patru, aducându-i lui Lopez cel de-al șaisprezecelea șlagăr de top 40 în această țară, avansând până pe locul unsprezece la șapte zile distanță, aspect datorat celor 10.943 de exemplare comercializate în acest interval. În mod similar, cântecul a înregistrat un parcurs similar și în Irlanda, unde a câștigat poziția a treisprezecea în clasamentul oficial. Mai mult, în țările vorbitoare de limbă germană „Do It Well” a activat variat, câștigând poziții de top 20 în Elveția, în timp ce în Austria și Germania a devenit unul dintre cele mai slab clasate discuri single din cariera solistei. Compoziția s-a bucurat de mai mult succes în țări precum Belgia, Bulgaria, Italia sau Polonia. În Italia, cântecul a devenit unul dintre cele mai mari succese ale artistei, debutând pe locul secund și devenind cel de-al șaptelea șlagăr de top 10 al lui Lopez în această regiune. În România, „Do It Well” nu s-a bucurat de același succes precum „Qué Hiciste” (care a ocupat locul trei în Romanian Top 100), avansând doar până pe treapta cu numărul patruzeci și unu.
„Do It Well” s-a bucurat de mai mult succes în Taiwan, unde a obținut locul patru, dar și în Japonia, unde a câștigat poziția a opta. Mai mult, în Brazilia, cântecul a devenit o nouă reușită de top 10 pentru Lopez, în timp ce în Australia a activat notabil, urcând până pe treapta cu numărul optsprezece. Cu toate acestea „Do It Well” nu a reușit să intre în clasamentele neo-zeelandeze.

## Clasamente
| Țară (clasament)                      | Poziția maximă | Referință |
| ------------------------------------- | -------------- | --------- |
| Australia (ARIA)                      | 18             | [ 20 ]    |
| Austria (Ö3 Austria Top 75)           | 34             | [ 53 ]    |
| Belgia — Flandra (Ultratop)           | 22             | [ 60 ]    |
| Belgia — Valonia (Ultratop)           | 20             | [ 55 ]    |
| Brazilia (Brasil Hot 100)             | 9              | [ 22 ]    |
| Bulgaria (APC Charts)                 | 2              | [ 23 ]    |
| Canada (Billboard — Canadian Hot 100) | 23             | [ 18 ]    |
| Canada (Hot Canadian Digital Songs)   | 12             | [ 61 ]    |
| Elveția (Media Control)               | 12             | [ 52 ]    |
| Europa (APC Charts)                   | 8              | [ 47 ]    |
| Europa (Billboard — European Hot 100) | 13             | [ 18 ]    |
| Franța (SNEP)                         | 29             | [ 21 ]    |
| Germania (Media Control)              | 30             | [ 54 ]    |
| Irlanda (IRMA)                        | 13             | [ 51 ]    |
| Italia (FIMI)                         | 2              | [ 24 ]    |
| Japonia (Top 40 Charts)               | 8              | [ 19 ]    |
| Norvegia (VG Lista)                   | 20             | [ 62 ]    |

| Țară (clasament)                       | Poziția maximă | Referință |
| -------------------------------------- | -------------- | --------- |
| Olanda (Dutch Top 40)                  | 25             | [ 23 ]    |
| Olanda (Dutch Mega Top 100)            | 17             | [ 63 ]    |
| Polonia (APC Charts)                   | 14             | [ 56 ]    |
| Portugalia (APC Charts)                | 35             | [ 23 ]    |
| Regatul Unit (UK Singles Chart)        | 11             | [ 64 ]    |
| România (Romanian Top 100)             | 41             | [ 65 ]    |
| Rusia (Top Hit.ru)                     | 42             | [ 66 ]    |
| Slovacia (IFPI)                        | 38             | [ 67 ]    |
| Suedia (Sverigetopplistan)             | 54             | [ 68 ]    |
| S.U.A. (Billboard Hot 100)             | 31             | [ 18 ]    |
| S.U.A. (Billboard Hot Dance Club Play) | 1              | [ 18 ]    |
| S.U.A. (Billboard Digital Songs)       | 12             | [ 18 ]    |
| S.U.A. (Billboard Hot R&B Songs)       | 99             | [ 18 ]    |
| S.U.A. (Billboard Pop Songs)           | 37             | [ 18 ]    |
| S.U.A. (Billboard Pop Airplay)         | 40             | [ 46 ]    |
| Taiwan (Top 40 Charts)                 | 4              | [ 25 ]    |
| United World Chart                     | 13             | [ 69 ]    |

## Versiuni oficiale
| - „Do It Well” (versiunea extrasă pe single) - „Do It Well” (versiune „Acapella”) - „Do It Well” (remix în colaborare cu Ludacris) - „Do It Well” (negativ) - „Do It Well” (remix „Moto Blanco Radio Mix”) - „Do It Well” (remix „Moto Blanco Club Mix”) | - „Do It Well” (remix „Moto Blanco Dub Mix”) - „Do It Well” (remix „Ashanti Boyz Remix”) - „Do It Well” (remix „Ashanti Boyz Remix Instrumental”) - „Do It Well” (remix „Poker Face Radio Mix”) - „Do It Well” (remix „Poker Face Club Mix”) - „Do It Well” (remix „Poker Face Club Mix Instrumental”) |

## Datele lansărilor
| Țara          | Data lansării      | Casă de discuri | Format               | Referințe |
| ------------- | ------------------ | --------------- | -------------------- | --------- |
| S.U.A.        | 5 septembrie 2007  | Epic Records    | Premieră (videoclip) | [ 8 ]     |
| Australia     | 10 septembrie 2007 | Epic Records    | descărcare digitală  | [ 1 ]     |
| Austria       | 10 septembrie 2007 | Epic Records    | descărcare digitală  | [ 70 ]    |
| Belgia        | 10 septembrie 2007 | Epic Records    | descărcare digitală  | [ 71 ]    |
| Canada        | 10 septembrie 2007 | Epic Records    | descărcare digitală  | [ 72 ]    |
| Elveția       | 10 septembrie 2007 | Epic Records    | descărcare digitală  | [ 73 ]    |
| Finlanda      | 10 septembrie 2007 | Epic Records    | descărcare digitală  | [ 74 ]    |
| Franța        | 10 septembrie 2007 | Epic Records    | descărcare digitală  | [ 75 ]    |
| Italia        | 10 septembrie 2007 | Epic Records    | descărcare digitală  | [ 76 ]    |
| Norvegia      | 10 septembrie 2007 | Epic Records    | descărcare digitală  | [ 77 ]    |
| Noua Zeelandă | 10 septembrie 2007 | Epic Records    | descărcare digitală  | [ 78 ]    |
| Olanda        | 10 septembrie 2007 | Epic Records    | descărcare digitală  | [ 79 ]    |
| Portugalia    | 10 septembrie 2007 | Epic Records    | descărcare digitală  | [ 80 ]    |
| Spania        | 10 septembrie 2007 | Epic Records    | descărcare digitală  | [ 81 ]    |
| Suedia        | 10 septembrie 2007 | Epic Records    | descărcare digitală  | [ 82 ]    |
| Germania      | 21 septembrie 2007 | Epic Records    | disc single          | [ 26 ]    |
| Regatul Unit  | 28 septembrie 2007 | Epic Records    | descărcare digitală  | [ 83 ]    |
| Regatul Unit  | 1 octombrie 2007   | Epic Records    | disc single          | [ 28 ]    |